# Румуль
Руму́ль (фр. Roumoules, окс. Romolas) — коммуна во Франции, находится в регионе Прованс — Альпы — Лазурный Берег. Департамент коммуны — Альпы Верхнего Прованса. Входит в состав кантона Рье. Округ коммуны — Динь-ле-Бен.
Код INSEE коммуны — 04172.

## Население
Население коммуны на 2008 год составляло 722 человека.
| 1962 | 1968 | 1975 | 1982 | 1990 | 1999 | 2008 |
| ---- | ---- | ---- | ---- | ---- | ---- | ---- |
| 163  | 214  | 249  | 301  | 469  | 631  | 722  |

## Экономика
В 2007 году среди 459 человек в трудоспособном возрасте (15—64 лет) 327 были экономически активными, 132 — неактивными (показатель активности — 71,2 %, в 1999 году было 69,3 %). Из 327 активных работали 276 человек (151 мужчина и 125 женщин), безработных было 51 (16 мужчин и 35 женщин). Среди 132 неактивных 45 человек были учениками или студентами, 41 — пенсионерами, 46 были неактивными по другим причинам.

## Достопримечательности
- Замок Сен-Мартен-д’Алиньоск (XVIII—XIX века)
- Приходская церковь Св. Петра в оковах